# 獣医師法
獣医師法（じゅういしほう、昭和24年6月1日法律第186号）は、獣医師全般の職務・資格などに関する日本の法律である。

## 構成
- 第1章　総則（第1条・第2条）
- 第2章　免許（第3条―第9条）
- 第3章　試験（第10条―第16条の5）
- 第4章　業務（第17条―第23条）
- 第5章　獣医事審議会（第24条―第26条）
- 第6章　罰則（第27条―第29条）
- 附則